# Porcelana de Capodimonte
A Fábrica de Porcelana de Capodimonte era uma fábrica de porcelana, estabelecida em Nápoles, Itália em 1743. Nos anos, os artesãos desta fábrica exportaram esta arte no território napolitano.

## História
A porcelana Capodimonte foi desenvolvida da Porcelana de Meissen (Alemanha). Na fábrica foi criada uma das mais famosas formas de arte italiana, a cerâmica decorativa. Ele está localizada próxima ao Castelo de Capodimonte.
A porcelana Capodimonte resistiu ao teste do tempo, graças à criatividade dos artistas napolitanos. Na segunda metade do século 19, surgiram as primeiras fábricas de artesanato, eram todas empresas familiares.
A Real Fabbrica di Capodimonte é um Museu de Nápoles desde 1957 (Museu de Capodimonte), onde os mais famosos artefatos da tradição napolitana são preservados e podem ser admirados. Além disso, a porcelana de Capodimonte mantém excelência no mundo e peças de artesanato artístico ainda são produzidas por mãos experientes.

## Galeria de imagens

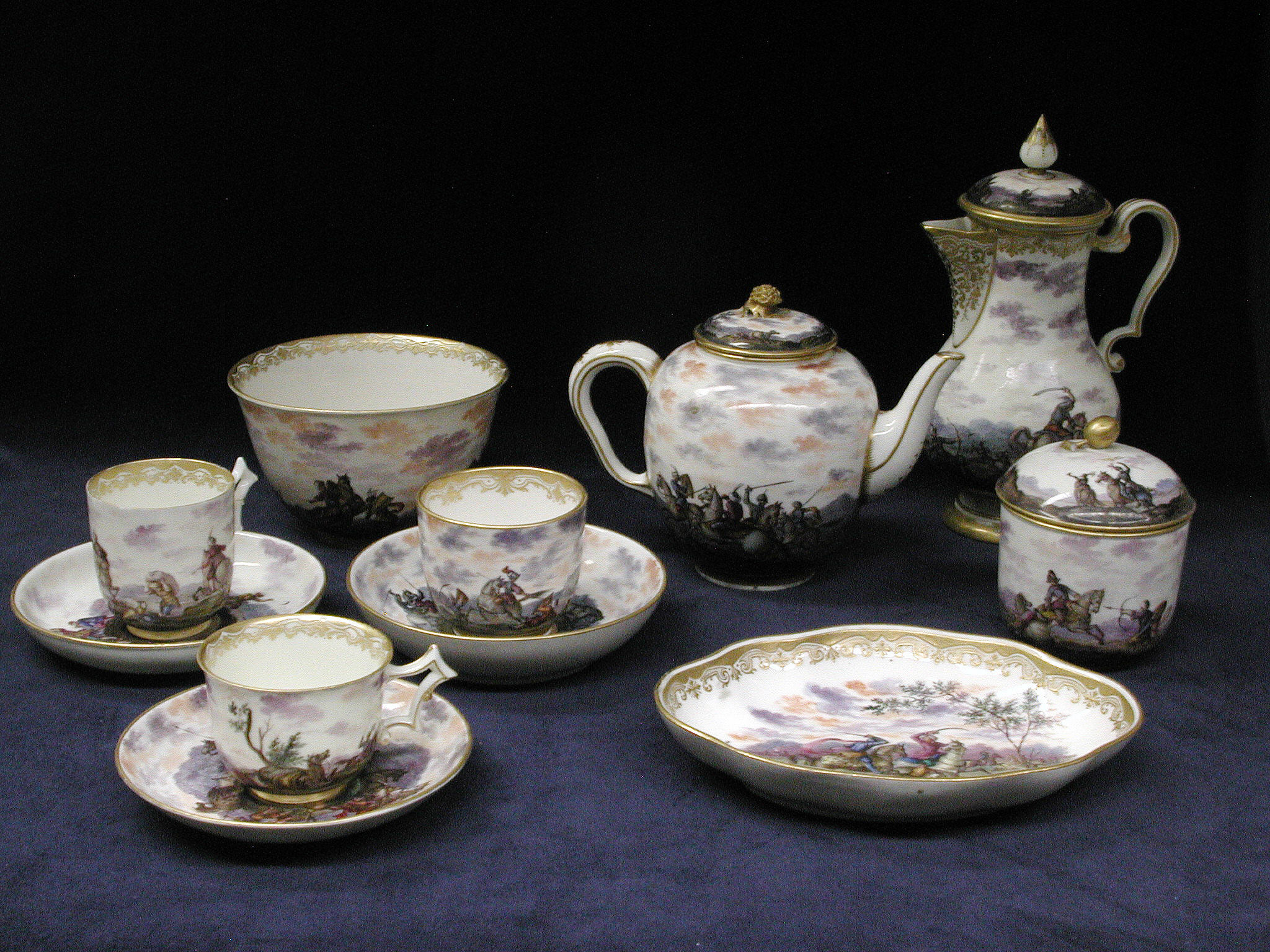
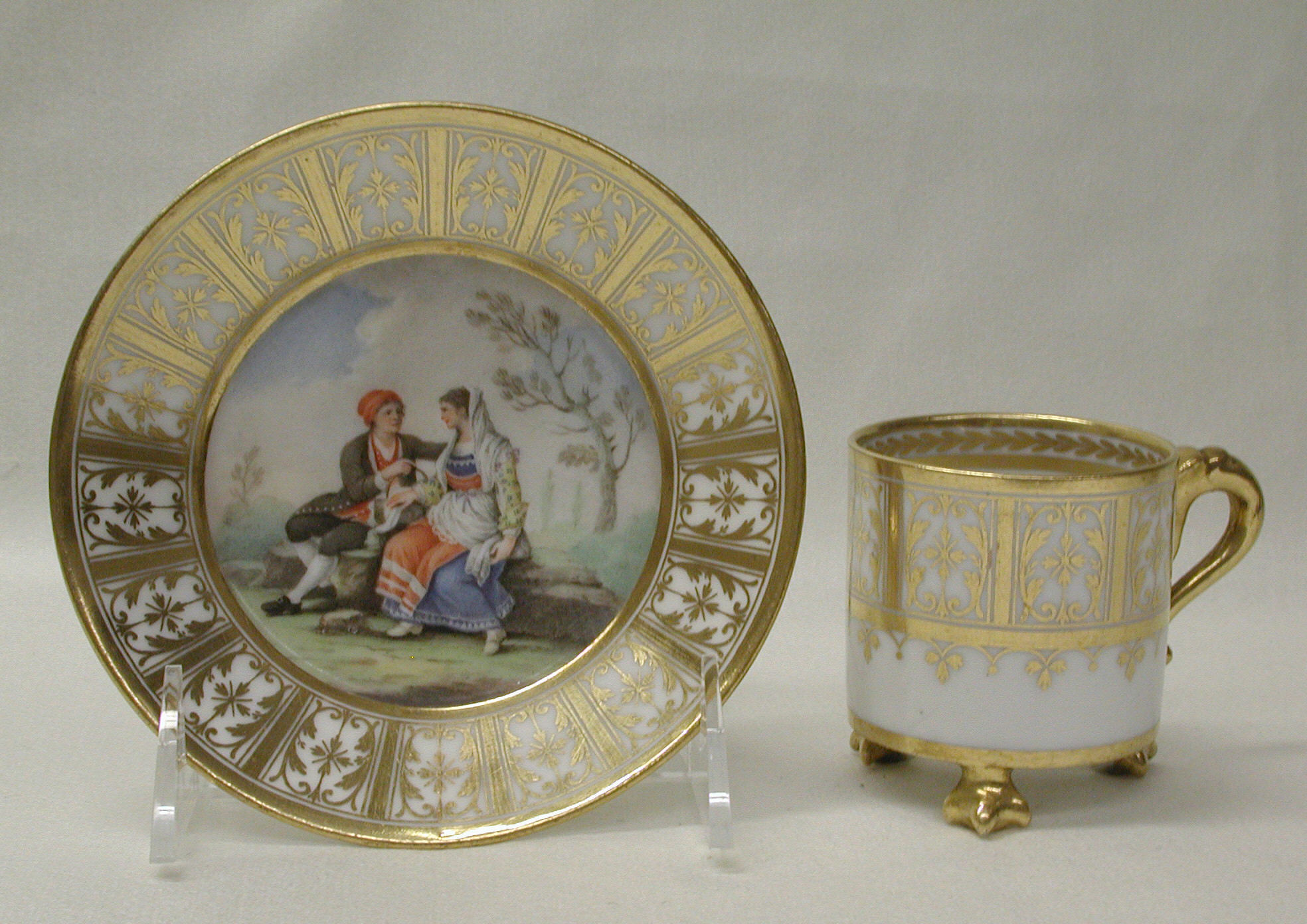
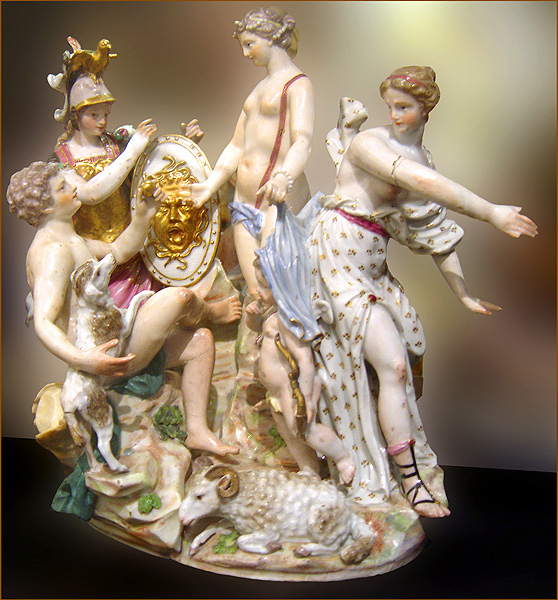
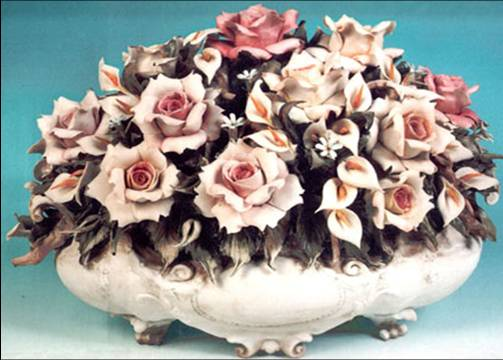
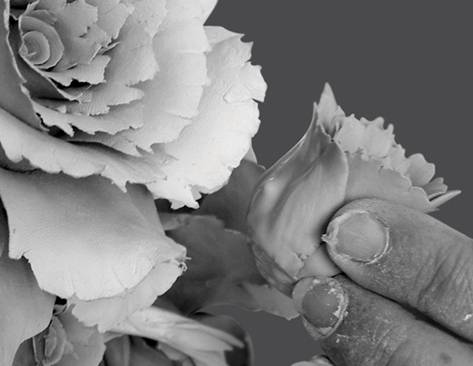